# Pathanamthitta (district)
Pathanamthitta is een district van de Indiase staat Kerala. Het district telt 1.231.577 inwoners (2001) en heeft een oppervlakte van 2462 km². Het is een grotendeels agrarisch district. Pathanam en Thitta betekenen 'lintbebouwing langs de rivier'. Het gebied loopt van de West-Ghats tot aan de kustvlakte, met heuvels daartussen. De hoofdstad ook met de naam Pathanamthitta ligt aan de rivier de Achankovil.

## Geschiedenis, landbouw en economie
Pathanamthitta is gecombineerd in 1982 uit delen van Kollam, Alappuzha en Idukki, met als doel de economische ontwikkeling te versnellen. De economie is grotendeels agrarisch, rond 90% van de bevolking woont op het platteland, net als in Idukki en Wayanad. Het hoger gelegen deel vanaf de pieken van de West-Ghats is bos. Van het totale oppervlak van Pathanamthitta is 158 km² dicht bos, en 1216 km² meer open bos. De lokale houtverwerkende bedrijven halen hier hun hout. Dit gebied kent veel emigranten. Dit inkomen is een aanmerkelijke bijdrage in de lokale economie. De lagere heuvels worden gebruikt voor landbouw. Rubber is het belangrijkste plantagegewas. Andere gewassen zijn peper, casave, banaan en groenten, en kokosnoot en rijst in de nattere delen in het westen van het district.
Het klimaat heeft het voor Kerala gebruikelijke drogen seizoen van december tot februari, het warme seizoen van maart tot mei, de zuid-west moesson die tegen de West-Ghats stijgt tot september, en de noord-oost moesson in oktober en november.
Het stuwmeer van Kakki in de gelijknamige rivier zorgt sinds 1967 voor 300 MW electriciteitproductie. Thiruvalla in het westen van Pathanamthitta is aangesloten op de spoorlijn naar Thiruvananthapuram en Ernakulam. Het busbedrijf KSRTC verzorgt het verdere openbaar vervoer op de grotere wegen, naast verdere particuliere busbedrijven. Kerala ondersteunt de ontwikkeling van Pathanamthitta met het Entrepreneurship Support Scheme (ESS) dat als doel heeft investeringen en introductie van nieuwe technologie te bevorderen. De staat zelf heeft een mobiel laboratorium voor analyse van landbouwgrond opgestart.

## Tradities
Pathanamthitta heeft de fabricage van metalen spiegels bewaard als traditie. Een niet nader opgeschreven legering van koper en tin wordt gegoten in vormen van klei als begin, waarna het twee weken duurt hier een spiegel van te maken. De fabricagemethode wordt 'Aranmula Kannadi' genoemd. 
De Kadammanitta Devi Tempel houdt ieder jaar in april of mei een festival met Padayani dans. De uitgebeelde figuren zijn onder andere Pisachu, Kali, Karakkura, Pillatini, Bhairavi en Kalan. De dansen worden uitgevoerd met geschilderde maskers met ronde ogen en driehoekige oren waarbij een groots en surrealistisch effect wordt beoogd.
De Vasthuvidya Gurukulam is een staatsschool in Aranmula met kortere en langere cursussen over de bouwstijl en schilderkunst van India. De beoogde doelen zijn ook de bescherming en renovatie van traditionele gebouwen en muurschilderingen.

## Pelgrimage en toerisme

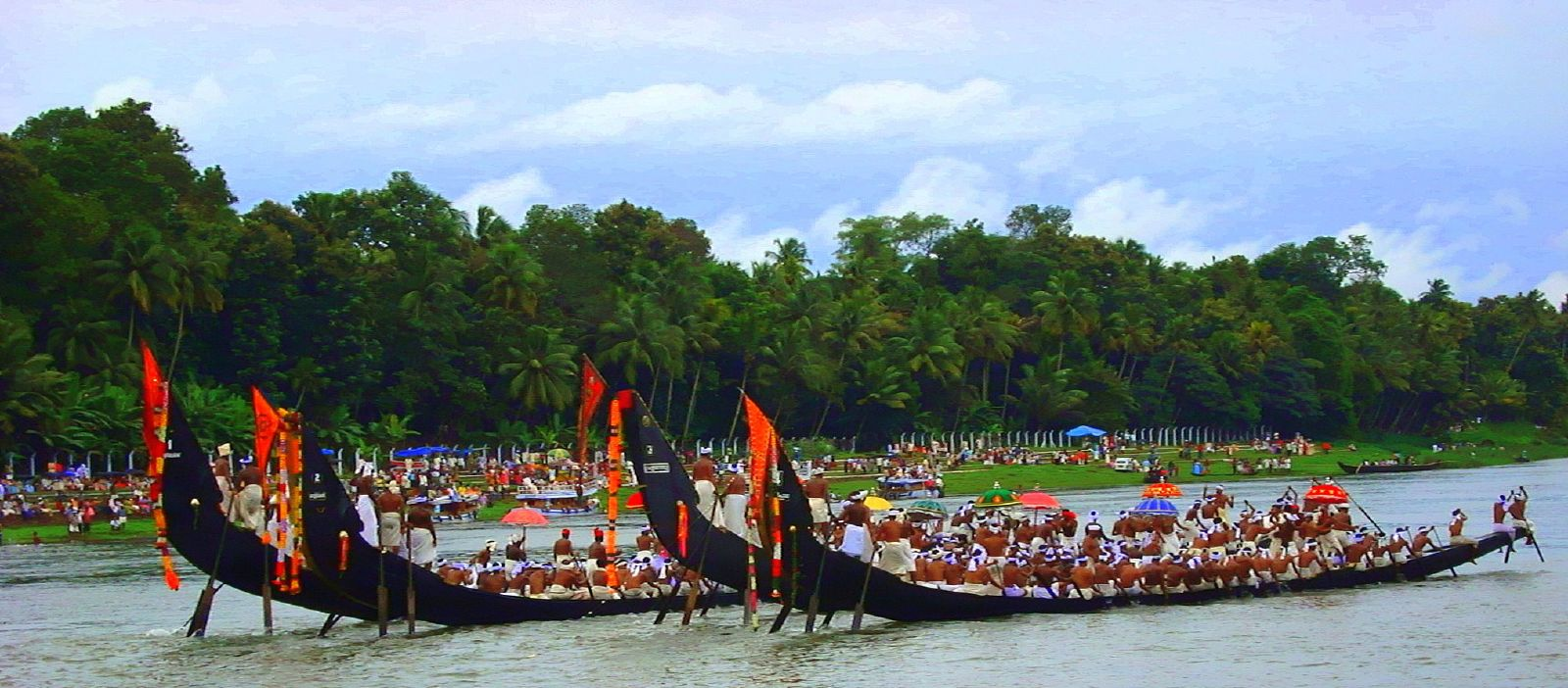
Boten in de Aranmula roeiwedstrijd (2007)

Sabarimala is een beroemd pelgrimsoord in India, op een heuveltop in de West-Ghats en alleen te voet bereikbaar. De tempel is open voor alle geloven. Konni is een voormalig trainingsoord voor wilde olifanten. Alleen de kooien zijn nog te bezichtigen. In Mannadi in de Bhagavathy Tempel staat het monument voor Veluthampi Dalawa, de regeringsleider van Travancore van 1802 tot 1809, het jaar dat hij overleed in de tempel. Het Kerala Institute of Folklore and Folk Arts geeft ook cursussen hier. De beroemde Parthasarathi tempel staat op de oever van de heilige rivier de Pamba. Het jaarlijkse feest omvat ook de Aranmula roeiwedstrijd.